# Kulu (fiume)
Il Kulu (in russo Кулу?) è un fiume della Russia siberiana orientale, ramo sorgentifero di destra della Kolyma. Scorre nell'Ochotskij rajon del Territorio di Chabarovsk e nell'Oblast' di Magadan.
Nasce dal versante sud-orientale dei Monti Suntar-Chajata, nell'estremo nord-est del territorio del kraj di Chabarovsk, formato dalla confluenza dei due rami sorgentiferi Chudžach e Ken'eliči; si dirige verso est, piegando successivamente verso nord prima di unirsi al fiume Ajan-Jurjach dando origine alla Kolyma, dopo 300 km di corso (384 contando il suo ramo sorgentifero più lungo, il Ken'eliči). Il maggiore affluente è l'Ajan-Jurjach, proveniente dalla sinistra idrografica.
Il fiume è gelato per otto mesi all'anno (da ottobre a maggio, compresi); non esistono centri urbani di qualche rilevanza lungo il suo corso.